# Programme d'investissement à haut rendement
Un programme d'investissement à haut rendement (en anglais, High-Yield Investment Program ou HYIP) est, comme son nom l'indique, un programme d'investissement qui promet un rendement très élevé, beaucoup plus élevé que ce que les investissements habituels peuvent fournir. La plupart de ces programmes sont des arnaques.
On les trouve généralement sur Internet, mais ils sont aussi offerts par des conseillers financiers. Les conseillers financiers qui offrent ces programmes sont souvent des fraudeurs qui escroquent des clients peu informés et naïfs.
Sur Internet, de nouveaux programmes d'investissement à haut rendement se développent constamment. Ces programmes proposent des plans pour investir de l'argent sur une période donnée avec un taux d'intérêt qui le plus souvent reste fixe. Selon le programme, le souscripteur reçoit chaque jour, chaque semaine ou chaque mois des intérêts qu'il peut retirer à tout moment.
Les programmes d'investissement à haut rendement n'ont pas bonne réputation car des arnaques sont régulièrement révélées au grand jour concernant ce genre de programmes (qui fonctionnent le plus souvent sous la forme de chaînes de Ponzi). Malgré tout, un certain nombre de ces programmes arrivent à durer plusieurs mois, voire plusieurs années.
Un exemple d’arnaque, sous forme d’investissement à haut rendement, est celui de Bernard Madoff, qui fut créé en 1960 et mis à jour en 2008.

## Généralités
Les caractéristiques principales de la plupart de ces programmes sont :
- la promesse de rendements élevés (le plus souvent de 0,5 % à 5 % par jour ; sur le site Globalexmoney.com, des fraudeurs ont même promis un rendement de 900 % pour 8 jours !) ;
- la possibilité d'investir de très petites sommes (parfois même moins de 10 $) ;
- la possibilité d'effectuer des virements à l'aide de sites de paiement électronique (souvent à travers un établissement financier extraterritorial) ;
- la domiciliation dans un paradis fiscal ;
- l'affirmation que les fonds sont investis sur les marchés boursiers ou le plus souvent sur le marché des devises (par exemple, le Forex).